# Ганс-Йоганн Фербер
Ганс-Йоганн Фербер (нім. Hans-Johann Färber, 20 квітня 1947) — німецький академічний веслувальник.
Олімпійський чемпіон 1972 року в складі розпашної четвірки зі стерновим, бронзовий призер 1976 року в складі розпашної четвірки зі стерновим, учасник 1968 року.
Чемпіон світу 1970 року в складі розпашної четвірки зі стерновим, бронзовий призер 1974, 1975 років у складі розпашної четвірки зі стерновим.
Чемпіон Європи 1969, 1971 років у складі розпашної четвірки зі стерновим, бронзовий призер 1967 року в складі розпашної двійки без стернового.